# Canton de Vic-sur-Cère
Le canton de Vic-sur-Cère est une circonscription électorale française qui est située dans le département du Cantal et qui a conservé le nom de l'ancienne région auvergnate du Carladès qui était autrefois beaucoup plus étendue.
À la suite du redécoupage cantonal de 2014, les limites territoriales du canton sont remaniées. Le nombre de communes du canton passe de 12 à 23.

## Histoire
Avant la Révolution, l'histoire du canton se confond avec celle du Carladez dont Vic était la capitale judiciaire et Carlat la capitale militaire.
Jusqu'à la création au XVIIIe siècle de la route des intendants passant dans la vallée et franchissant le Lioran par un col, la route de Clermont ou de Saint-Flour (évêché) à Aurillac, était une route antique  qui passait déjà par Murat, mais ensuite elle montait jusqu'au sommet du Plomb du Cantal, puis redescendait par un chemin de crête en pente douce et parfaitement rectiligne qui compartait trois péages: La Tuilerie (avant de redescendre à Thiézac), Cure-Bourse (au-dessus de Vic) et les Huttes (au-dessus de Polminhac). Cette route de hauteurs, mentionnée sans doute à tort comme une voie romaine sur la carte de Cassini et connue sous le nom de Via Celtica, est actuellement un Sentier de grande randonnée.

Un nouveau découpage territorial du Cantal entre en vigueur en mars 2015, défini par le décret du 13 février 2014, en application des lois du 17 mai 2013 (loi organique 2013-402 et loi 2013-403). Les conseillers départementaux sont, à compter de ces élections, élus au scrutin majoritaire binominal mixte. Les électeurs de chaque canton élisent au Conseil départemental, nouvelle appellation du Conseil général, deux membres de sexe différent, qui se présentent en binôme de candidats. Les conseillers départementaux sont élus pour 6 ans au scrutin binominal majoritaire à deux tours, l'accès au second tour nécessitant 12,5 % des inscrits au 1er tour. En outre la totalité des conseillers départementaux est renouvelée. Ce nouveau mode de scrutin nécessite un redécoupage des cantons dont le nombre est divisé par deux avec arrondi à l'unité impaire supérieure si ce nombre n'est pas entier impair, assorti de conditions de seuils minimaux. Dans le Cantal, le nombre de cantons passe ainsi de 27 à 15. Le nombre de communes du canton de Vic-sur-Cère passe de 12 à 23.

## Géographie
Le canton est organisé autour de Vic-sur-Cère dans l'arrondissement d'Aurillac. 
Il s'étend dans la haute vallée de la Cère et de son affluent, la Jordanne et les plateaux environnant ces vallées. Il s'étend également au sud, où il comprend la vallée du Goul et vers la planèze de Saint-Flour. Il est limitrophe du département de l'Aveyron. La moitié septentrionale est dans le Parc des Volcans et monte jusqu'au Plomb du Cantal (1 855 m) et au Puy Griou (1 690 m) qui encadrent le passage du Lioran. 
Son altitude varie de 371 mètres (Vezels-Roussy) à 1 855 mètres (Saint-Jacques-des-Blats).

## Canton depuis 2015

### Représentation

#### Liste des conseillers départementaux
| Période élective | Période élective | Mandat | Mandat   | Identité                 | Nuance | Nuance | Qualité |
| ---------------- | ---------------- | ------ | -------- | ------------------------ | ------ | ------ | --- |
| 2015             | 2021             | 2015   | 2021     | Annie Delrieu-Tourtoulou |        | LR     | commerçante à Vic-sur-Cère, maire depuis 2020 |
| 2015             | 2021             | 2015   | 2021     | Philippe Fabre           |        | LR     | Enseignant retraité, maire de Mandailles-Saint-Julien (2014-) 2e vice-président du Conseil départemental (Jeunesse, Sport, Associations, Tourisme, Grands sites) |
| 2021             | 2028             | 2021   | en cours | Annie Delrieu-Tourtoulou |        | LR     | commerçante, maire de Vic-sur-Cère (2020-) |
| 2021             | 2028             | 2021   | en cours | Philippe Fabre           |        | LR     | Enseignant retraité, maire de Mandailles-Saint-Julien (2014- ) 3e vice-président du Conseil départemental (Éducation, Jeunesse, Associations, Sport et Tourisme) |

À l'issue du 1er tour des élections départementales de 2015, deux binômes sont en ballotage : Annie Delrieu-Tourtoulou et Philippe Fabre (DVD, 30,92 %) et Michel Albisson et Stéphanie Gardes (Divers, 28,55 %). Le taux de participation est de 58,06 % (5 394 votants sur 9 290 inscrits) contre 55,81 % au niveau départemental et 50,17 % au niveau national.
Au second tour, Annie Delrieu-Tourtoulou et Philippe Fabre (DVD) sont élus avec 55,13 % des suffrages exprimés et un taux de participation de 58,07 % (2 728 voix pour 5 394 votants et 9 289 inscrits).
Lors des élections départementales de 2021, le binôme composé d'Annie Delrieu-Tourtoulou et Philippe Fabre (Droite, centre et indépendants) est élu au 1er tour avec 67,56 % des suffrages exprimés, devant le binôme composé de Maryline Amblard  et François Barrier (Parti communiste français) (32,44 %). Le taux de participation est de 44,30 % (4 091 votants sur 9 234 inscrits) contre 41,88 % au niveau départemental.

### Composition
Le canton de Vic-sur-Cère comprend vingt-trois communes entières.
| Nom                                  | Code Insee | Intercommunalité                   | Superficie (km2) | Population (dernière pop. légale) | Densité (hab./km2) | Modifier                                    |
| ------------------------------------ | ---------- | ---------------------------------- | ---------------- | --------------------------------- | ------------------ | ------------------------------------------- |
| Vic-sur-Cère (bureau centralisateur) | 15258      | CC Cère et Goul en Carladès        | 29,37            | 1 908 (2022)                      | 65                 | modifier les données · modifier les données |
| Badailhac                            | 15017      | CC Cère et Goul en Carladès        | 12,48            | 130 (2022)                        | 10                 | modifier les données · modifier les données |
| Carlat                               | 15028      | CA du Bassin d'Aurillac            | 20,88            | 390 (2022)                        | 19                 | modifier les données · modifier les données |
| Cros-de-Ronesque                     | 15058      | CC Cère et Goul en Carladès        | 16,23            | 147 (2022)                        | 9,1                | modifier les données · modifier les données |
| Giou-de-Mamou                        | 15074      | CA du Bassin d'Aurillac            | 14,23            | 736 (2022)                        | 52                 | modifier les données · modifier les données |
| Jou-sous-Monjou                      | 15081      | CC Cère et Goul en Carladès        | 6,16             | 107 (2022)                        | 17                 | modifier les données · modifier les données |
| Labrousse                            | 15085      | CA du Bassin d'Aurillac            | 19,86            | 480 (2022)                        | 24                 | modifier les données · modifier les données |
| Lascelle                             | 15096      | CA du Bassin d'Aurillac            | 19,10            | 266 (2022)                        | 14                 | modifier les données · modifier les données |
| Mandailles-Saint-Julien              | 15113      | CA du Bassin d'Aurillac            | 35,37            | 174 (2022)                        | 4,9                | modifier les données · modifier les données |
| Pailherols                           | 15146      | CC Cère et Goul en Carladès        | 25,98            | 137 (2022)                        | 5,3                | modifier les données · modifier les données |
| Polminhac                            | 15154      | CC Cère et Goul en Carladès        | 29,03            | 1 205 (2022)                      | 42                 | modifier les données · modifier les données |
| Raulhac                              | 15159      | CC Cère et Goul en Carladès        | 16,98            | 273 (2022)                        | 16                 | modifier les données · modifier les données |
| Saint-Cirgues-de-Jordanne            | 15178      | CA du Bassin d'Aurillac            | 16,24            | 139 (2022)                        | 8,6                | modifier les données · modifier les données |
| Saint-Clément                        | 15180      | CC Cère et Goul en Carladès        | 17,43            | 78 (2022)                         | 4,5                | modifier les données · modifier les données |
| Saint-Étienne-de-Carlat              | 15183      | CC Cère et Goul en Carladès        | 10,62            | 124 (2022)                        | 12                 | modifier les données · modifier les données |
| Saint-Jacques-des-Blats              | 15192      | CC Cère et Goul en Carladès        | 31,48            | 292 (2022)                        | 9,3                | modifier les données · modifier les données |
| Saint-Simon                          | 15215      | CA du Bassin d'Aurillac            | 27,27            | 1 142 (2022)                      | 42                 | modifier les données · modifier les données |
| Teissières-lès-Bouliès               | 15234      | CC de la Châtaigneraie Cantalienne | 19,51            | 339 (2022)                        | 17                 | modifier les données · modifier les données |
| Thiézac                              | 15236      | CC Cère et Goul en Carladès        | 41,70            | 596 (2022)                        | 14                 | modifier les données · modifier les données |
| Velzic                               | 15252      | CA du Bassin d'Aurillac            | 11,26            | 402 (2022)                        | 36                 | modifier les données · modifier les données |
| Vézac                                | 15255      | CA du Bassin d'Aurillac            | 15,02            | 1 314 (2022)                      | 87                 | modifier les données · modifier les données |
| Vezels-Roussy                        | 15257      | CA du Bassin d'Aurillac            | 12,87            | 131 (2022)                        | 10                 | modifier les données · modifier les données |
| Yolet                                | 15266      | CA du Bassin d'Aurillac            | 9,82             | 595 (2022)                        | 61                 | modifier les données · modifier les données |
| Canton de Vic-sur-Cère               | 1514       |                                    | 458,89           | 11 105 (2022)                     | 24                 | modifier les données                        |

### Démographie
En 2022, le canton comptait 11 105 habitants, en évolution de +1,31 % par rapport à 2016 (Cantal : −1,08 %, France hors Mayotte : +2,11 %).
| 2013   | 2018   | 2022   |
| ------ | ------ | ------ |
| 11 021 | 10 938 | 11 105 |

## Canton avant 2015

### Représentation

#### Conseillers d'arrondissement (de 1833 à 1940)
| Période                                  | Période      | Identité                                                | Étiquette               | Qualité |
| ---------------------------------------- | ------------ | ------------------------------------------------------- | ----------------------- | --- |
| 1833                                     | 1836         | Frédéric Dupuy de Grandval fils (1802-1859)             | Républicain             | Poète chansonnier en dialecte carladézien, maire de Saint-Étienne-de-Carlat                                 |
| 1836                                     | 1848         | François Dejou (1800-1871)                              |                         | Docteur en médecine à Vic-sur-Cère                                                                          |
| 1848                                     | 1856 (décès) | Antoine Cavaroc (1804-1856)                             |                         | Médecin à Vic-sur-Cère                                                                                      |
| 1856                                     | 1871         | Antoine Nauthonier (1806-1878)                          |                         | Médecin, maire de Vic-sur-Cère                                                                              |
| 1871                                     | 1877         | Eugène Jordan de Puyfol (1827-1891)                     |                         | Maire de Raulhac (1870-1877)                                                                                |
| 1877                                     | 1880 (décès) | Jean Claude Garnier (1808-1880)                         |                         | Teinturier, maire de Raulhac (1877-1880)                                                                    |
| 1880                                     | 1889         | Théophile Thomas Garnier (1842-1932, fils du précédent) |                         | Percepteur des finances, maire de Raulhac (1880-1889)                                                       |
| 1889                                     | 1898         | Pierre Degoul                                           | Républicain             | Médecin à Vic-sur-Cère                                                                                      |
| 1898                                     | 1907         | Antoine Fayet                                           | Radical                 | Arboriculteur, maire de Vic-sur-Cère                                                                        |
| 1907                                     | 1934 (décès) | Paul-Émile Fabre (1865-1934)                            | Radical                 | Notaire, maire de Raulhac (1896-1925), suppléant du juge de paix                                            |
| 1935                                     | 1940         | Jean-Marie Chastang (1881-1959)                         | Républicain indépendant | Négociant mercier à Raulhac                                                                                 |
| 1940                                     |              |                                                         |                         | Les conseils d'arrondissement ont été suspendus par la loi du 12 octobre 1940 et n'ont jamais été réactivés |
| Les données manquantes sont à compléter. |              |                                                         |                         | |

#### Liste des conseillers généraux (1833 à 2015)
| Période      | Période          | Identité                                                 | Étiquette          | Qualité |
| ------------ | ---------------- | -------------------------------------------------------- | ------------------ | --- |
| 1833         | 1845             | François Louis de Salvage de Clavières (1802-1847)       | Légitimiste modéré | Propriétaire du château de Clavières, maire de Polminhac |
| 1845         | 1852             | Jean-Baptiste Eugène Comte de Murat-Sistrières           | Centre gauche      | Ancien officier, Représentant du peuple (1848-1851) Député (1871-1876), propriétaire à Vic-sur-Cère                                                            |
| 1852         | 1861             | Pierre Marty                                             |                    | Propriétaire à Caillac, commune de Vézac |
| 1861         | 1870             | Joseph de Salvage de Clavières (fils de F.L. de Salvage) |                    | Propriétaire à Clavières, à Casteltinet, à Cours et à Yolet Maire de Polminhac                                                                                 |
| 1870         | 1879 (démission) | Emile Antoine Félix Cavaroc                              | Libéral            | Médecin, maire de Vic-sur-Cère |
| 1879         | 1880 (décès)     | Jean-Baptiste Comte de Murat-Sistrières                  | Centre gauche      | Ancien capitaine d'artillerie Propriétaire à Vic-sur-Cère Député (1848-1851 et 1871-1876)                                                                      |
| 1880         | 1883             | Auguste Bertrand                                         | Républicain        | Notaire, maire de Vic-sur-Cère (1880-1896) |
| 1883         | 1906 (décès)     | Pierre François Pontenay de Fontette                     | Républicain rallié | Avocat à Aurillac |
| 1906         | 1907             | Antoine Fayet                                            | Rad.               | Maire de Vic-sur-Cère (1896-1909) |
| 1907         | 1918 (décès)     | Pierre François Delort                                   | Républicain modéré | Docteur en médecine à Vic-sur-Cère |
| 1919         | 1925             | Louis Farges                                             | URD                | Diplomate Député (1919-1924) Ministre plénipotentiaire |
| 1925         | 1940             | Jean Lambert                                             | SFIO               | Médecin à Vic-sur-Cère |
|              |                  |                                                          |                    | |
| 1942         | 1945             | Pierre Bonnet                                            |                    | Propriétaire, conseiller municipal de Vic-sur-Cère, Président de la délégation spéciale de Vic-sur-Cère Nommé conseiller départemental en 1942                 |
|              |                  |                                                          |                    | |
| 1945         | 1954 (décès)     | Jean Lambert                                             | SFIO               | Médecin - Maire de Vic-sur-Cère (1953-1954) |
| 4 avril 1954 | 1971 (décès)     | Maurice Delort (1911-1971)                               | CNIP               | Médecin à Vic-sur-Cère |
| 1971         | 1994             | Francis Tourdes (1921-1996)                              | CNIP               | Docteur vétérinaire, Polminhac, suppléant du député Augustin Chauvet (1978-1981)                                                                               |
| 1994         | 2015             | Louis-Jacques Liandier                                   | RPR puis UMP       | Écrivain Vice-président du Conseil général du Cantal Vice-président de la Communauté de communes de Cère et Goul en Carladès Maire de Vic-sur-Cère (1989-2014) |

#### Résultats électoraux détaillés
- Élections cantonales de 2001 : Louis-Jacques Liandier (RPR) est élu au 1er tour avec 60,75 % des suffrages exprimés, devant Dominique Bru (PS) (29,93 %) et Alain Cousin (PCF) (9,32 %). Le taux de participation est de 84,23 % (3 964 votants sur 4 706 inscrits)[21].
- Élections cantonales de 2008 : Louis Jacques Liandier  (UMP) est élu au 1er tour avec 55,23 % des suffrages exprimés, devant Dominique  Bru  (PS) (44,77 %). Le taux de participation est de 83,72 % (3 969 votants sur 4 741 inscrits)[22].

### Composition
Le canton de Vic-sur-Cère regroupait douze communes.
| Nom                      | Code Insee | Codepostal | Superficie (km2) | Population (dernière pop. légale) | Densité (hab./km2) |
| ------------------------ | ---------- | ---------- | ---------------- | --------------------------------- | ------------------ |
| Vic-sur-Cère (chef-lieu) | 15258      | 15800      | 29,37            | 1 974 (2012)                      | 67                 |
| Badailhac                | 15017      | 15800      | 12,48            | 127 (2012)                        | 10                 |
| Carlat                   | 15028      | 15130      | 20,88            | 346 (2012)                        | 17                 |
| Cros-de-Ronesque         | 15058      | 15130      | 16,23            | 136 (2012)                        | 8,4                |
| Jou-sous-Monjou          | 15081      | 15800      | 6,16             | 116 (2012)                        | 19                 |
| Pailherols               | 15146      | 15800      | 25,98            | 137 (2012)                        | 5,3                |
| Polminhac                | 15154      | 15800      | 29,03            | 1 118 (2012)                      | 39                 |
| Raulhac                  | 15159      | 15800      | 16,98            | 302 (2012)                        | 18                 |
| Saint-Clément            | 15180      | 15800      | 17,43            | 63 (2012)                         | 3,6                |
| Saint-Étienne-de-Carlat  | 15183      | 15130      | 10,62            | 141 (2012)                        | 13                 |
| Saint-Jacques-des-Blats  | 15192      | 15800      | 31,48            | 325 (2012)                        | 10                 |
| Thiézac                  | 15236      | 15800      | 41,70            | 616 (2012)                        | 15                 |

### Démographie
| 1962  | 1968  | 1975  | 1982  | 1990  | 1999  | 2006  | 2011  | 2012  |
| ----- | ----- | ----- | ----- | ----- | ----- | ----- | ----- | ----- |
| 6 930 | 6 563 | 6 197 | 6 052 | 5 646 | 5 365 | 5 351 | 5 388 | 5 401 |

## Patrimoine historique

### Patrimoine religieux
- Église Saint-Pierre de Raulhac
- Église Saint-Pierre de Vic-sur-Cère
- Église Saint-Avit de Carlat
- Chapelle du Cantal
- Chapelle Notre-Dame des Croix, musée des Croix de feu, à Vic-sur-Cère
- Chapelle Notre-Dame-de-la-Consolation à Thiézac

### Patrimoine civil
- Château de Carlat (site visitable)
- Château de Cropières à Raulhac
- Château de Clavières (Polminhac)
- Château de Vixouze à Polminhac (extérieurs visitables)
- Château des Huttes
- Château de Messilhac à Raulhac (visitable)
- Château de Pesteils à Polminhac (visitable)
- Château de Celles
- Demeure de Lachau
- Chaumière de Granier à Thiézac, écomusée
- Tunnel du Lioran

### Patrimoine naturel
- Cascade de Faillitoux à Thiézac
- Pas de Cère à Vic-sur-Cère
- Puy Griou et Plomb du Cantal à Saint-Jacques-des-Blats

### Routes historiques
- Via Arvernha
- Via Celtica